# Baruchowo
Baruchowo – wieś w Polsce położona w województwie kujawsko-pomorskim, w powiecie włocławskim, w gminie Baruchowo.
W latach 1975–1998 miejscowość administracyjnie należała do województwa włocławskiego. Według Narodowego Spisu Powszechnego (III 2011 r.) liczyła 597 mieszkańców. Jest największą miejscowością gminy Baruchowo.
Miejscowość jest siedzibą gminy Baruchowo.